# Miguel José Asurmendi Aramendía
Miguel José Asurmendi Aramendía S. D. B. (Pamplona, 6 de marzo de 1940 – Pamplona, 9 de agosto de 2016) fue un sacerdote católico, religioso salesiano, profesor y filósofo español, obispo de Tarazona y de Vitoria, sucesivamente.

## Biografía

### Primeros años y formación
Nacido en la ciudad navarra de Pamplona en el año 1940. 
Realizó sus primeros estudios universitarios en el año 1960 en la carrera de Magisterio. Siete años más tarde en el 1967, comenzó sus estudios eclesiásticos en el Seminario Salesiano de Barcelona, entrando en la congregación religiosa Pía Sociedad de San Francisco de Sales (Salesianos). 

### Sacerdocio
Fue ordenado sacerdote el día 5 de marzo de 1967, para los salesianos. Un año más tarde en el 1968, trabajó como profesor de piano en el Conservatorio de Valencia, y en el año 1969 se trasladó a Italia donde se licenció en Filosofía por la Universidad Pontificia Salesiana de la ciudad de Roma, regresando a España a los dos años donde tuvo que terminar la carrera universitaria en la Universidad de Valencia en el año 1973.
Durante esos años entre 1972 y 1978 fue nombrado director de Escuela Profesional Salesiana de Zaragoza y entre este tiempo desde 1975 a 1978 fue también delegado regional de la Federación Española de Religiosos de Enseñanza (FERE), hasta que en este último año fue el director de la Comunidad Salesiana formadora de estudiantes de Filosofía de Valencia hasta el 1983, durante este periodo fue secretario de la Conferencia Española de Religiosos (CONFER) en Valencia entre 1980 y 1983, que pasó a ser inspector provincias de la Inspectoría Salesiana de Valencia hasta 1990.

## Episcopado

### Obispo de Tarazona
El día 27 de julio del año 1990, el papa Juan Pablo II le nombró obispo de Tarazona, recibiendo el sacramento del orden el día 30 de septiembre del mismo año, a manos del (entonces nuncio apostólico en España)  Mario Tagliaferri, y teniendo como coconsagrantes en la ceremonia de toma de posesión al entonces prefecto del Archivo Vaticano y de la Biblioteca Vaticana el cardenal Antonio María Javierre Ortás (S.D.B.) y al entonces arzobispo de Zaragoza, Elías Yanes Álvarez, donde sucedió en el cargo al anterior obispo de la diócesis, Ramón Búa Otero.

### Obispo de Vitoria
El 8 de septiembre del año 1995, el papa Juan Pablo II lo nombró obispo de Vitoria. Tomó posesión del cargo,  el 4 de noviembre del mismo año.
En la Conferencia Episcopal Española (CEE), comenzó siendo miembro de las Comisiones Episcopales en el año 1990 perteneciendo ala Comisión de Enseñanza hasta 1992, durante estos primeros años perteneció ala Comisión de Misiones hasta el año 1996 donde volvió por consecutiva vez a la comisión en el 2008 y pertenece actualmente, de 1993 a 1999 estuvo en la Comisión del Clero, de 1996 a 1999 en la de Apostolado Seglar y de 1999 a 2005 en la de Catequesis.

### Renuncia
El 8 de enero de 2016 fue aceptada su renuncia al gobierno pastoral de la diócesis de Vitoria, por motivos de edad. Dejó su puesto a Juan Carlos Elizalde oficialmente el 12 de marzo de ese mismo año, ejerciendo de coconsagrante en la ceremonia de consagración de su sucesor. Desde entonces y hasta su muerte fue obispo emérito de Vitoria.

#### Fallecimiento
Falleció el 9 de agosto de 2016 en su domicilio de Pamplona a los 76 años de edad a causa de un infarto.